# 岔线
岔线，是在区间或站内接轨，通向路内外单位的专用线路。
铁路线路分为：
- 正线
- 站线
- 段管线
- 岔线
- 安全线
- 避难线

因此不属于站线、段管线、安全线、避难线的铁路线路即为岔线。